# Емілі Кінні
Емілі Ребекка Кінні  (англ. Emily Kinney, нар. 15 серпня 1985, Вейн, Небраска, США) — американська акторка, співачка та автор пісень. Вона відома завдяки ролі Бет Грін у драматичному телесеріалі AMC «Ходячі мерці». Кінні також з’являвся в кількох інших телевізійних серіалах, зокрема у визнаному критиками «Майстри сексу» «Флеш» і «Стріла».

## Біографія
Кінні народилася в Вейні, штат Небраска, в родині Чарльза та Жанни Кінні. У неї є старша сестра Сара. Вона та її родина часто переїжджали зокрема до Невади, Орегону та інших частин Небраски. Кінні відвідувала Нью-Йоркський університет протягом семестру. У 2006 році вона закінчила Весліанський університет Небраски зі ступенем бакалавра мистецтв у галузі театру. Потім Кінні переїхала до Нью-Йорка, де продовжила кар'єру на Бродвеї та акторську кар'єру.

## Кар'єра

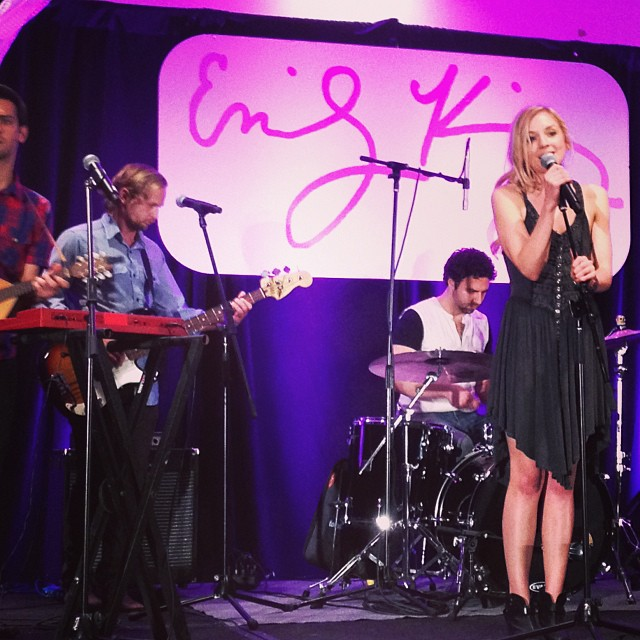
Виступ Кінні в 2013 році

Кінні працювала в кав'ярнях, де почала знайомитися з людьми з акторської та музичної індустрії. Вона знялася в 20 п'єсах протягом чотирьох років навчання в коледжі і почала свою професійну акторську кар'єру в 21 рік, коли її взяли в п'єсу «Весняне пробудження»:4 де вона зіграла Анну молоду німецьку школярку. Наступного року Кінні знялася в ролі Джин Фордхем у виставі «Август: Округ Осейдж» Потім її взяли на роль Емілі у телесеріал «Невиліковне Це» на Showtime. Пізніше Кінні з'явилася в серіалі NBC «Закон і порядок: Злочинні наміри», де вона зіграла роль Джінні Річмондс. Кінні дебютувала в кіно з у фільмі «Тітка тигриця», де вона зіграла Джину. Кінні продовжувала зніматися в різноманітних гостьових і епізодичних ролях у різних фільмах і телешоу.
У 2011 році Кінні взяли на роль повторюваного персонажа Бет Грін у телесеріал «Ходячі мерці», на каналі AMC. Хоча на початку зйомок їй було 25 років, її героїня Бет була 16-річною сестрою Меггі у 2 сезоні. Після двох років у телесеріалі Кінні отримала підвищення до регулярного акторського складу. Грін є однією із невеликої групи, яка має знайти спосіб не лише пережити зомбі-апокаліпсис, але й впоратися з іншими вижилими, які навіть небезпечніші, ніж мерці. Вона брала участь у «The Walking Dead: Original Soundtrack – Vol. 1», у якому вона співпрацювала з Лорен Коен над синглом «The Parting Glass». Кінні закінчила грати роль Бет у «Ходячих мерцях» у 2014 році, але останній раз з’явилася в 2015 році в дев’ятому епізоді п’ятого сезону.
Кінні повторила свою роль Бет Грін у листопаді 2018 року через голос за кадром, який чути в останньому епізоді Ендрю Лінкольна.

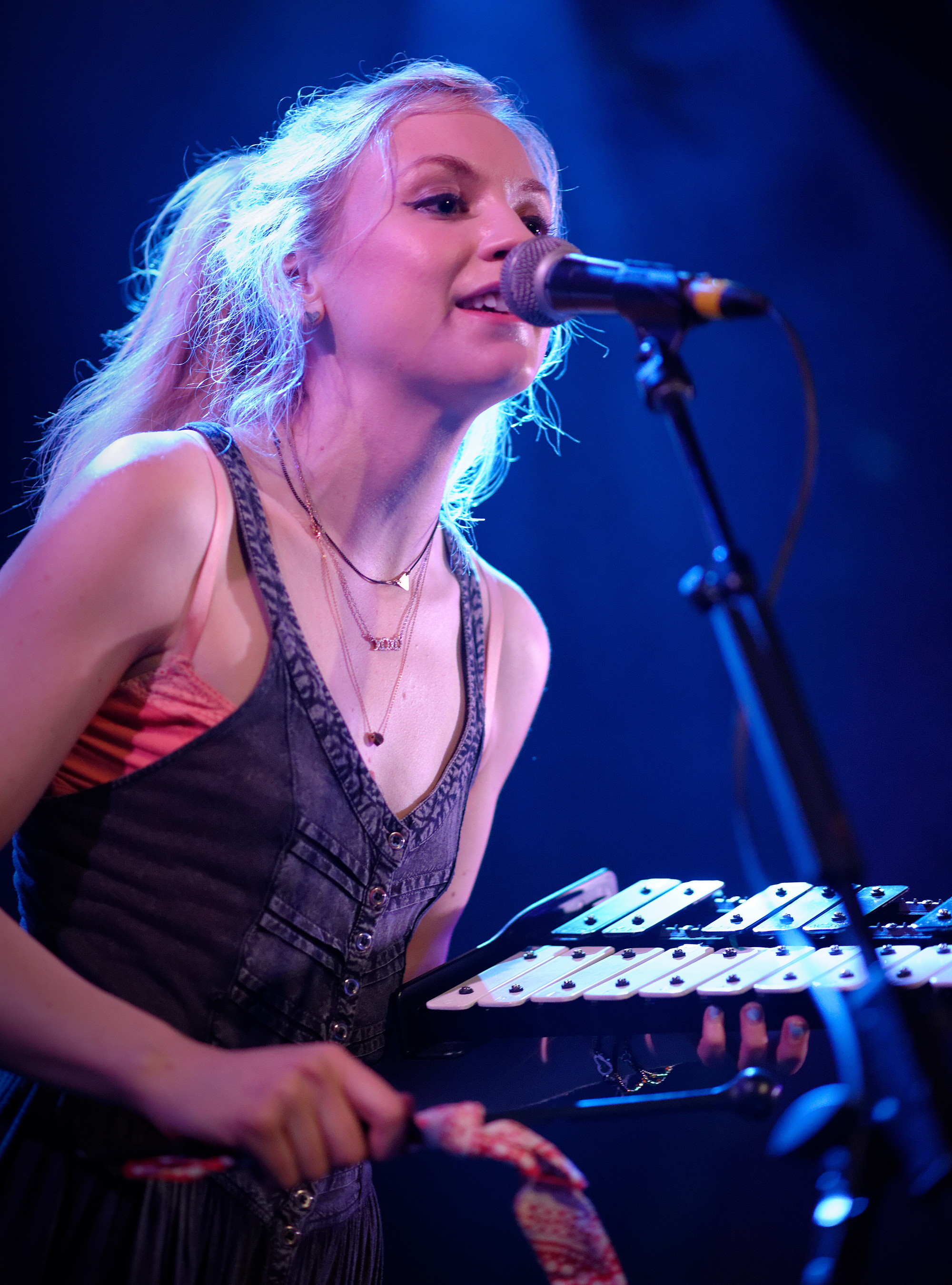
Кінні виступає під час туру This is War Tour у 2015 році

Кінні повернувся до франшизи у «Закон і порядок: Спеціальний корпус» у ролі Гейлі Коул. Вона випустила свій другий альбом під назвою «Expired Love» у 2013 році. Він був перевиданий у 2014 році з двома додатковими треками. В інтерв’ю AMC Кінні розповідає про історію альбому: «Expired Love» — це моя історія. Але я думаю, що завдяки моїй акторській кар’єрі мій стиль значною мірою проникає в мою кар’єру. Мої пісні схожі на Тома . Часом я пишу пісні, засновані на одному слові чи почутті, які постійно виникають у мене, і мені здається, що я ніколи не грав персонажа так довго допомогти але просочується в речі. Можливо, саме тому в мене постійно виникає певна ідея, тому що це те, з чим ми постійно маємо справу в шоу!"
Новий сингл Кінні «Rockstar» був випущений 9 грудня 2014 року. Після її відходу з «Ходячих мерців » вона виступила в якості гостя в кількох телевізійних шоу таких як: «Вічність», «Флеш». Вона також отримала повторювані телевізійні ролі в чотирьох серіалах «Лікарня Нікербокер» від Cinemax і «Майстри сексу» від Showtime. Кінні знялася в кліпі на пісню гурту Train. Кінні випустила свій новий студійний альбом ‹This Is War 2» жовтня 2015 року. Крім «This Is War», в альбомі був ще один сингл «Birthday Cake».
У 2016 році Кінні зіграла головну героїню в серіалі «Любов на узбіччі». 12 лютого 2016 року було оголошено, що Кінні приєднається до головного акторського складу серіалу «Вирок» разом із Гейлі Етвелл. 30 березня 2016 року Кінні з'явилася в якості гостя в ролі Брі Ларва в серіалі «Стріла», яку вона раніше грала в серіалі «Флеш» 28 жовтня 2016 року вийшов її новий сингл «Back on Love».
26 січня 2017 року було оголошено, що Кінні приєднається до акторського складу серіалу ABC «Десять днів у долині» разом із Кірою Седжвік . Повідомлялося, що Кінні зіграє Кейсі, «молоду та оптимістичну молоду помічницю Джейн, яка дивиться на свого боса як на зразок для наслідування». У жовтні 2017 року був випущений сингл Кінні ‹Mermaid Song». 24 серпня 2018 року Кінні випустила свій сольний альбом '«Oh Jonathan», до якого увійшов сингл «Boy Band Hero», випущений раніше того ж місяця. Кінні оголосила про тур на підтримку альбому, що стало її другим туром.

## Фільмографія
| Рік       |    | Українська назва                    | Оригінальна назва                 | Роль            |
| --------- | -- | ----------------------------------- | --------------------------------- | --------------- |
| 2007      | кф | Тітонька тигриця                    | Aunt Tigress                      | Джина           |
| 2007      | тф | Гаряче для вчителя                  | Hot for Teacher                   | Тамара Бейлі    |
| 2008      | с  | Закон і порядок: Злочинні наміри    | Law & Order: Criminal Intent      | Дженні Річмондс |
| 2009      | ф  | Як усе заплутано                    | It's Complicated                  | Офіціантка      |
| 2009      | с  | Незвичайний детектив                | The Unusuals                      | Аманда Мейнт    |
| 2010      | с  | Гарна дружина                       | The Good Wife                     | Мілла Бурчфілдс |
| 2021      | с  | Праведниця                          | The Equalizer                     | Ніккі           |
| 2011      | с  | Невиліковне Це                      | The Big C                         | Емілі           |
| 2011—2022 | с  | Ходячі мерці                        | The Walking Dead                  | Бет Грін        |
| 2012      | с  | Закон і порядок: Спеціальний корпус | Law & Order: Special Victims Unit | Гейлі Коул      |
| 2013      | ф  | Струс мозку                         | Concussion                        | Дівчина         |
| 2014      | с  | Послідовники                        | The Following                     | Мелорі Годж     |
| 2015      | с  | Вічність                            | Forever                           | Дженніфер       |
| 2015      | с  | Майстри сексу                       | Masters of Sex                    | Нора Еверетт    |
| 2015      | с  | Лікарня Нікербокер                  | The Knick                         | Дейзі Раян      |
| 2015—2019 | с  | Флеш                                | The Flash                         | Брі Ларван      |
| 2016      | ф  | Тато                                | Papa                              | Керолайн        |
| 2016      | с  | Стріла                              | Arrow                             | Брі Ларван      |
| 2016      | тф | Любов на стороні                    | Love on the Sidelines             | Лорел Велк      |
| 2016—2017 | с  | Вирок                               | Conviction                        | Тесс Ларсон     |
| 2017      | с  | Десять днів у долині                | Ten Days in the Valley            | Кейсі           |
| 2020      | с  | Месія                               | Messiah                           | Стейсі Гардвік  |
| 2021      | ф  | Величезність життя                  | The Enormity of Life              | Джесс           |
| 2022      | тф | Навчальний табір Санти              | Santa Bootcamp                    | Емілі Страусс   |
| 2023      | вг | The Walking Dead: Destinies         | The Walking Dead: Destinies       | Бет Грін        |

## Дискографія
- Blue Toothbrush - EP (2011)[27]
- Expired Love (2013, 2014)[a][28]
- This Is War (2015)[29]
- Oh Jonathan (2018)[30]
- The Supporting Character (2021)[31]
- Swimteam (2023)